# Щеглиные
Щеглиные (лат. Carduelinae) — подсемейство птиц семейства Fringillidae. В это подсемейство включены Гавайские цветочницы. За исключением гавайских цветочниц, у которых широкий рацион, представители данного подсемейства питаются семенами. Они умеют открывать семена, в отличие от других зерноядных птиц, таких как воробьи и овсянки, которые питаются в основном опавшими семенами. Название Carduelina[e] было введено ирландским зоологом Николасом Эйлуордом Вигорсом в 1825 году. Carduelinae происходит от латинского названия carduelis и биномиального имени Carduelis carduelis черноголового щегла, одного из видов подсемейства.

## Классификация
- Подсемейство Carduelinae
  - Триба Coccothraustini
    - Mycerobas Cabanis, 1847 — Горные дубоносы
    - Hesperiphona Bonaparte, 1850 — Американские дубоносы
    - Coccothraustes Brisson, 1760 — Дубоносы
    - Eophona Gould, 1851 — Черноголовые дубоносы

  - Триба Drepanidini
    - † Melamprosops Casey & J. D. Jacobi, 1974 — Чернолицые гавайские цветочницы
    - Oreomystis Stejneger, 1903 — Акикики
    - Paroreomyza Perkins, 1901 — Алауахио
    - Telespiza S. B. Wilson, 1890 — Телеспизы
    - Loxioides Oustalet, 1877 — Вьюрковые цветочницы
    - † Chloridops S. B. Wilson, 1888 — Пальмовые гавайские цветочницы
    - † Rhodacanthis Rothschild, 1892 — Гавайские вьюрковые цветочницы
    - † Ciridops A. Newton, 1892 — Пальмовые цветочницы
    - Palmeria Rothschild, 1893 — Хохлатые гавайские цветочницы
    - Himatione Cabanis, 1850 — Огненные гавайские цветочницы
    - Drepanis Temminck, 1820 — Цветочницы-мамо
    - † Viridonia Rothschild, 1892 — Большие амакихи
    - Hemignathus M. H. K. Lichtenstein, 1839 — Гавайские серпоклювки
    - † Psittirostra Temminck, 1820 — Попугайные цветочницы
    - † Dysmorodrepanis Perkins, 1919 — Крючкоклювы
    - † Akialoa Olson & James, 1995 — Акиалоа
    - Pseudonestor Rothschild, 1893 — Крючкоклювые гавайские вьюрки
    - Loxops Cabanis, 1847 — Гавайские древесницы
    - Magumma Mathews, 1925 — Магумма
    - Chlorodrepanis Perkins, 1899 — Амакихи

  - Триба Carpodacini
    - Carpodacus Kaup, 1829 — Чечевицы (объединён с урагусами Uragus, алыми вьюрками Haematospiza и бонийскими дубоносами † Chaunoproctus)

  - Триба Pyrrhulini
    - Pinicola Vieillot, 1808 — Щуры
    - Pyrrhula Brisson, 1760 — Снегири
    - Bucanetes Cabanis, 1851 — Пустынные снегири
    - Rhodopechys Cabanis, 1851 — Краснокрылые чечевичники
    - Agraphospiza Zuccon, Prŷs-Jones, Rasmussen & Ericson, 2012 — Вьюрки Блэнфорда
    - Callacanthis Reichenbach, 1850 — Очковые вьюрки
    - Pyrrhoplectes Hodgson, 1844 — Золотоголовые вьюрки
    - Leucosticte Swainson, 1832 — Горные вьюрки
    - Procarduelis Blyth, 1843 — Тонкоклювые вьюрки

  - Триба Carduelini
    - Haemorhous Swainson, 1837 — Североамериканские вьюрки
    - Rhodospiza Sharpe, 1888 — Буланные вьюрки
    - Rhynchostruthus P. L. Sclater, & Hartlaub, 1881 — Золотокрылые вьюрки
    - Chloris Cuvier, 1800 — Зеленушки (род птиц)
    - Linurgus Reichenbach, 1850 — Иволговые вьюрки
    - Crithagra Swainson, 1827 — Африканские канареечные вьюрки (объединён с родом одноцветных вьюрков Neospiza)
    - Linaria Bechstein, 1802 — Коноплянки
    - Linurgus Reichenbach, 1850 — Иволговые вьюрки
    - Loxia Linnaeus, 1758 — Клесты
    - Chrysocorythus Wolters, 1967 — Малайские вьюрки
    - Carduelis Brisson, 1760 — Щеглы
    - Serinus Koch, 1816 — Канареечные вьюрки